# Aeroportul Mendeleevo
Aeroportul Mendeleevo (IATA: DEE, ICAO: UHSM) este un aeroport din Iujno-Kurilski gorodskoi okrug⁠(d), Regiunea Sahalin, Rusia ce deservește zona Jujno-Kurilsk⁠(d). Aeroportul a fost tranzitat în 2017 de 24.348 de pasageri. A fost numit după Dimitri Mendeleev.
Situat la o altitudine de 210 m, aeroportul dispune de 1 pistă. Este operat de Rusia.

## Infrastructură

### Piste
Aeroportul dispune de o singură pistă. Pista 01/19 are suprafața de beton. 